# Calephelis burgeri
Calephelis burgeri is een vlindersoort uit de familie van de prachtvlinders (Riodinidae), onderfamilie Riodininae.
Calephelis burgeri werd in 1971 beschreven door McAlpine.